# 南江口镇
南江口镇，是中华人民共和国广东省云浮市郁南县下辖的一个乡镇级行政单位。

## 行政区划
南江口镇下辖以下地区：
南江口社区、西坑村、上迭村、南渡村、南瑶村、平罗村、双冲村、深湾村、古蓬村、黄岗村、河朗村、森约村、上台村、下咀村和港口村。

## 運輸
南廣高鐵的南江口站。
另外，橫跨西江的德慶西江大橋，連接南江口鎮和肇慶市德慶縣。